# Pratura graminea
Pratura graminea är en insektsart som beskrevs av Pieter D. Theron 1982. Pratura graminea ingår i släktet Pratura och familjen dvärgstritar. Inga underarter finns listade i Catalogue of Life.